# Лімбургергоф
Лімбургергоф (нім. Limburgerhof) — громада в Німеччині, розташована в землі Рейнланд-Пфальц. Входить до складу району Рейн-Пфальц.
Площа — 9 км2. Населення становить 11 560 ос. (станом на 31 грудня 2020).